# آتشفشان چینامکا
چینامکا (به اسپانیایی: Chinameca) یا ال پاکایال (به اسپانیایی: El Pacayal) آتشفشانی چینه‌ای واقع در السالوادور در آمریکای مرکزی است.

## مشخصات
چینامکا آتشفشان کوچکی است که در مجاورت آتشفشان ۲۱۳۰ متری سن میگوئل در جنوب شرقی السالوادور قرار دارد. دامنه‌های این آتشفشان پوشیده از مزارع قهوه است و قلهٔ آن توسط کاسه‌ای آتشفشانی با دیواره‌های شیبدار و قطر ۲ کیلومتر به نام لاگونا سکا ال پاکایال قطع شده است. گروهی از میدان‌های دودخانی در دامنهٔ شمالی آتشفشان وجود دارد که شهر چینامکا را در بر می‌گیرد. این آتشفشان در عین حال مورد مطالعات اکتشافی زمین‌گرمایی قرار گرفته است.